# Années 760 av. J.-C.
Les années 760 av. J.-C. couvrent les années de 769 av. J.-C. à 760 av. J.-C.

## Événements
- 770-720 av. J.-C. : en Chine, règne de Zhou Pingwang. Début de la Dynastie des Zhou orientaux (770-256 av. J.-C.)[1]. La capitale des Zhou se déplace à Luoyang.

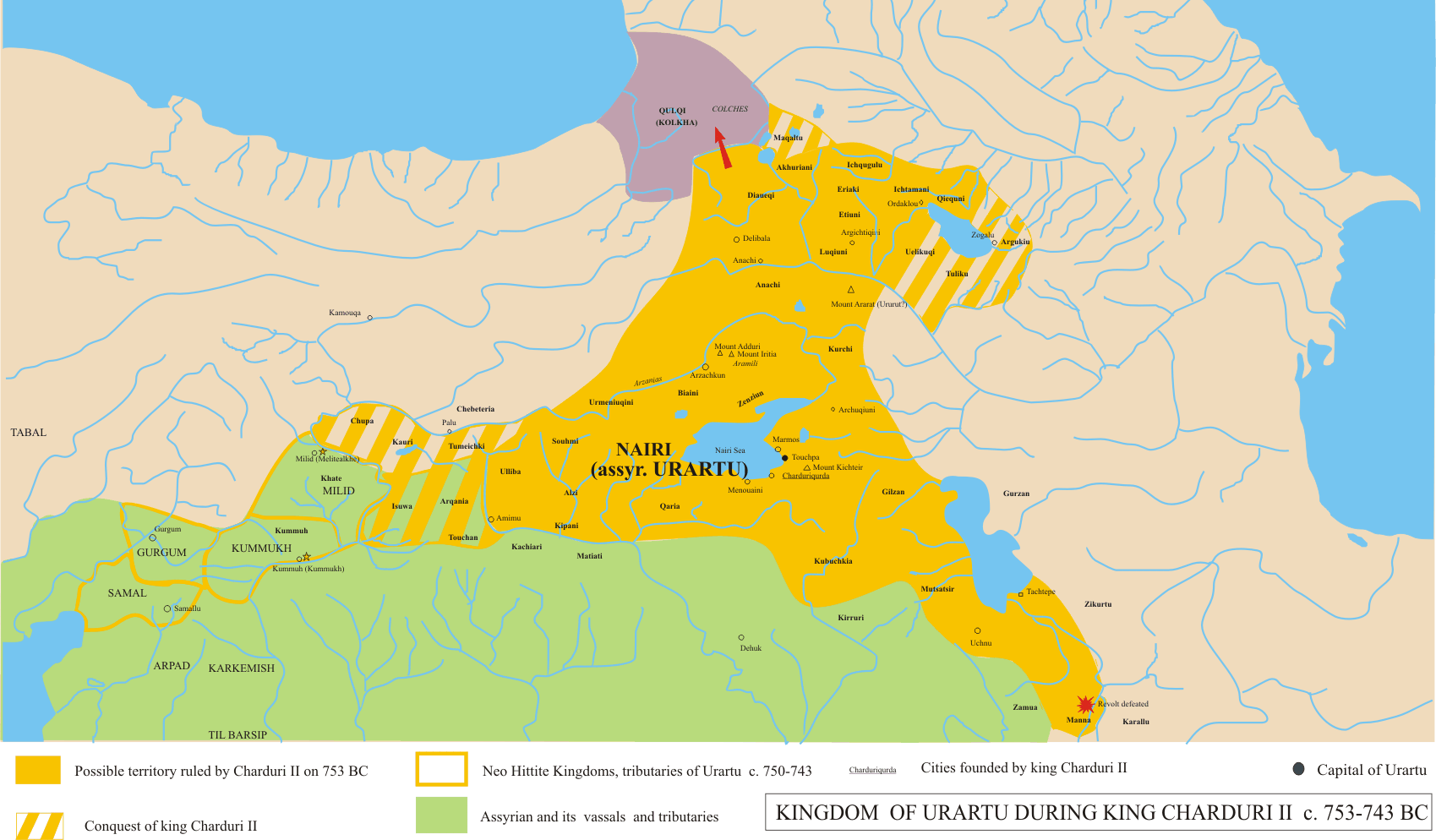
L'Urartu de 753 à 743

- 769-761 av. J.-C. : règne de Eriba-Marduk, roi de Babylone. Le Chaldéen Eriba-Marduk monte sur le trône de Babylone en proie à l’anarchie. Il intervient contre les Araméens qui s’étaient emparés de terres appartenant aux habitants de Babylone et de Barsippa[2].
- 767-730 av. J.-C. : règne en Égypte de Chéchonq V[2].
- 765-733 av. J.-C. : règne de Sarduri II, roi d’Urartu[2]. Il assujettit le Milid et le Kummuhu sur la rive droite de l’Euphrate, près de la Syrie[3],[4]. Il conclut une alliance avec le roi d’Arpad[5].
- 15 juin 763 av. J.-C. : Éclipse solaire dite de Bûr-Sagalé, qui permet d’établir sur une base solide la chronologie mésopotamienne du premier millénaire[2].